# Icius simoni
Icius simoni là một loài nhện trong họ Salticidae.
Loài này thuộc chi Icius. Icius simoni được Alicata & Cantarella miêu tả năm 1994.